# Die Mounties von Lynx River
Die Mounties von Lynx River (Originaltitel: North of 60) ist eine kanadische Fernsehserie, die ursprünglich von 1992 bis 1997 auf CBC ausgestrahlt wurde und fünf Fernsehfilme nach sich zog. Die von Wayne Grigsby und Barbara Samuels entwickelte Serie handelt vom Leben in einer Kleinstadt in den Nordwest-Territorien, mit einer RCMP-Beamtin als Hauptfigur. Charaktere und ihre Darsteller gehören vorwiegend den First Nations an. Die Mounties von Lynx River wurde als Polizeiserie konzipiert und enthält Elemente aus Seifenoper und Doku-Drama.
Die Serie umfasst 90 Folgen in sechs Staffeln und wurde weltweit gezeigt. In Deutschland lief eine auf 32 Folgen beschränkte Synchronfassung im Jahr 1999 auf Premiere.

## Handlung und Figuren
Ort der Handlung ist die fiktive Kleinstadt Lynx River, die hauptsächlich von Angehörigen indigener Völker Kanadas bewohnt wird. Die Handlung der Folgen ergeben sich aus Kriminalfällen, zentralen Problemen innerhalb der Gemeinschaft der First Nations im Norden, dem persönlichen Leben der Hauptfiguren und der umgebenden Wildnis. Ein zentraler Charakter der ersten zwei Staffeln war Eric Olssen, ein weißer Polizist aus Vancouver, der sich nach Lynx River versetzen lässt und lernen muss, in der neuen Umgebung zurechtzukommen. Nach dessen Ausscheiden aus der Serie verblieb seine Kollegin, Constable Michelle Kenidi, als führende Rolle. Ihr Bruder Peter ist der lokale Chief. Als dauernder Gegenspieler Michelle Kenidis fungiert der Kriminelle Albert Golo.

## Produktion und Ausstrahlung
Die Mounties von Lynx River entstand nach einer Idee von Wayne Grigsby und Barbara Samuels. Die Serie ist eine Gemeinschaftsproduktion von CBC, Alliance Films und Alberta Filmworks und wurde hauptsächlich über die staatliche Agentur Telefilm finanziert. Drehort war die Ortschaft Bragg Creek in Alberta.
Vom 3. Dezember 1992 bis zum 18. Dezember 1997 liefen 90 Episoden in sechs Staffeln auf CBC. Darauf folgten die Fernsehfilme mit den Originaltiteln In the Blue Ground (1999), Trial by Fire (2000), Dream Storm (2001), Another Country (2003) und Distant Drumming (2005). Die Serie und die Filme wurden von Sendern auf der ganzen Welt ausgestrahlt. In Deutschland lief eine auf 32 Folgen beschränkte Fassung im Jahr 1999 auf Premiere.

## Auszeichnungen
Die Fernsehserie wurde in den Jahren 1994 bis 1998 in zahlreichen Kategorien für den Gemini Award nominiert. Insgesamt fünf Mal konnte der Preis gewonnen werden. So wurde etwa die Darstellerin Tantoo Cardinal 1996 in der Kategorie Best Performance by an Actress in a Guest Role in a Dramatic Series mit dem Preis geehrt. Auch die Hauptdarstellerin Tina Keeper erhielt im Jahr darauf eine Auszeichnung.